# Анашкин, Сергей Александрович
Серге́й Алекса́ндрович Ана́шкин (12 апреля 1961, Казахская ССР, СССР — 1 февраля 2022, Рига, Латвия) — советский и казахстанский футболист, выступавший на позиции защитника. Мастер спорта СССР (1990).

## Карьера

### Клубная
Начинал карьеру в ашхабадском «Колхозчи». Затем перешёл в команду «Даугава» из Риги, в составе которой провёл 191 матч с 1984 по 1989 годы. В 1990 году играл в составе «Олимпии» (Лиепая).
Зимой 1991 года перебрался в Польшу, где провел 2-ю часть сезона в клубе 2-й лиги «Погонь» из Щецина. В новой команде закрепиться не смог и уже летом того же года был заявлен за свердловский «Уралмаш».
Завершил карьеру игрока в казахстанском «Кайрате», в составе которого в 1992 году стал чемпионом Казахстана и обладателем Кубка Республики Казахстан.

### В сборной
В 1992 году провёл 3 игры в составе национальной сборной Казахстана по футболу.

## Достижения
«Даугава»
- 1-е место в Первой лиге СССР: 1985

«Кайрат»
- Чемпион Казахстана: 1992
- Обладатель Кубка Казахстана: 1992